# Mafia Blues
Série
Mafia Blues 2 : La Rechute
(2002)
Pour plus de détails, voir Fiche technique et Distribution.
Mafia Blues ou Analyse-moi ça au Québec (Analyze This) est un film américano-australien réalisé par Harold Ramis, sorti en 1999. Il met en scène Robert De Niro dans le rôle d'un mafieux souffrant de troubles anxieux et qui consulte pour cela le psychiatre Ben Sobel.
Le film est un succès critique et commercial. Il connait donc une suite, Mafia Blues 2 : La Rechute, sortie en 2002.

## Synopsis
Ben Sobel (Billy Crystal) est un modeste psychiatre dont la vie ne le satisfait pas. Dépassé par son père Isaac (Bill Macy), il est sur le point de se marier à Laura MacNamara (Lisa Kudrow) et ses relations avec son fils adolescent Michael (Kyle Sabihy) sont complexes. Il voit un jour débarquer dans son cabinet Paul Vitti (Robert De Niro), parrain de la mafia de New York. Ce dernier est en proie à des attaques de panique soudaines et n'arrive plus à assurer correctement sa charge de parrain. Ben Sobel doit alors composer avec cet encombrant patient, qui risque à tout moment de le liquider.

## Fiche technique
Sauf indication contraire, les informations mentionnées dans cette section peuvent être confirmées par la base de données cinématographiques IMDb,  présente dans la section « Liens externes ».
- Titre original : Analyze This
- Titre français : Mafia Blues
- Titre québécois : Analyse-moi ça
- Réalisation : Harold Ramis
- Scénario : Peter Tolan, Harold Ramis et Kenneth Lonergan, d'après une histoire de Peter Tolan et Kenneth Lonergan
- Musique : Howard Shore
- Directeur de la photographie : Stuart Dryburgh
- Montage : Craig Herring et Christopher Tellefsen
- Décors : Wynn Thomas
- Costumes : Aude Bronson-Howard
- Production : Jane Rosenthal, Paula Weinstein et Billy Crystal(exécutif)
- Sociétés de production : Village Roadshow Pictures et Tribeca Productions ; avec la participation de NPV Entertainment, Baltimore Pictures, Spring Creek Productions et Face Productions
- Distribution : Warner Bros. (France, États-Unis)
- Budget : 30 000 000 $[1]
- Format : couleur - (Panavision) - 1.85:1 - 35 mm - son DTS, Dolby Digital, SDDS
- Pays de production :  États-Unis,  Australie
- Genre : comédie noire
- Durée : 103 minutes
- Dates de sortie :
  - États-Unis : 5 mars 1999
  - France : 29 septembre 1999

## Distribution
- Robert De Niro (VF : Jacques Frantz) : Paul Vitti, parrain de la mafia de New York
- Billy Crystal (VF : Roland Timsit) : Ben Sobel, psychiatre
- Lisa Kudrow (VF : Michèle Lituac) : Laura MacNamana, présentatrice télévision, fiancée de Ben
- Chazz Palminteri (VF : Daniel Beretta) : Primo Sidone, lieutenant de Paul
- Joe Viterelli (VF : Michel Tugot-Doris) : Jelly
- Kyle Sabihy (VF : Alexandre Aubry) : Michael Sobel, fils adolescent de Ben
- Pat Cooper (VF : Bernard Tixier) : Salvatore Masiello
- Leo Rossi : Carlo Mangano
- Richard C. Castellano (VF : Thierry Mercier) : Jimmy Boots
- Tony Darrow (VF : Michel Barbey) : Moony
- Ira Wheeler : Scott MacNamara
- Luce Ennis : Belinda MacNamara
- Bill Macy (VF : Yves Barsacq) : Dr Isaac Sobel, psychiatre, père de Ben
- Rebecca Schull : Dorothy Sobel, mère de Ben
- Molly Shannon (VF : Frédérique Tirmont) : Caroline
- Judith Kahan : Elaine Felton
- Gene Ruffini (VF : René Morard) : Joe Baldassare
- Pasquale Cajano (VF : Michel Vocoret) : Frankie Zello
- Joseph Rigano : Dominic Manetta
- Max Casella : Nicky Shivers
- DonnaMarie Recco (VF : Odile Schmitt) : Sheila
- Aasif Mandvi : Dr Shulman
- Frank Pietrangolare : Tuna
- Neil Pepe (VF : Hervé Jolly) : Carl
- Tony Bennett : lui-même
- Elizabeth Bracco : Marie Vitti

## Production
La réalisation est initialement proposée à Martin Scorsese, réalisateur de plusieurs films de mafia, qui refuse. Très attachés à ce projet, les acteurs Robert De Niro et Billy Crystal évoquent brièvement l'idée de le coréaliser eux-mêmes. Ils trouveront finalement l'homme de la situation en la personne de Harold Ramis. Richard Loncraine avait un temps été engagé mais avait quitté le film pour divergences créatives.
C'est Robert De Niro qui suggère Chazz Palminteri pour le rôle de Primo Sidone, après l'avoir dirigé dans Il était une fois le Bronx (1993).
Le tournage a lieu de mai à juillet 1998. Il se déroule en Floride (Greenwich Studios de Miami, Bal Harbour, Fort Lauderdale), dans le New Jersey (Jersey City, Hoboken, Montclair), à New York (Manhattan — notamment Little Italy et Park Avenue —, Elmhurst, Staten Island) dans l'État de New York (prison de Sing Sing, Katonah).

## Accueil

### Critique
Sur le site d'agrégation de critiques Rotten Tomatoes, le film obtient 69% d'avis favorables, pour 106 critiques et une note moyenne de 6,5⁄10. Le consensus suivant résumé les avis collectés : « Analyze This est une comédie satisfaisante avec d'excellentes performances de De Niro et Crystal. » Sur le site Metacritic, qui utilise une moyenne pondérée, le film obtient la note de 60⁄100 pour 30 critiques.
En France, le site Allociné propose une note moyenne de 3,6⁄5 basée sur 21 titres de presse.

### Box-office
Produit pour un budget de 30 millions de dollars, le film en récolte plus de 176 millions de dollars dans le monde.
| Pays ou région     | Box-office        | Date d'arrêt du box-office | Nombre de semaines |
| ------------------ | ----------------- | -------------------------- | ------------------ |
| France             | 1 227 067 entrées | -                          | -                  |
| États-Unis, Canada | 106 885 658 $     | 29 juillet 1999            | 21                 |
| Total mondial      | 176 885 658 $     | -                          | -                  |

## Analyse
Le personnage de Paul Vitti s'inspire en partie de John Gotti.